# Водний шлях Трент — Северн
Водний шлях Трент — Северн — система каналів довжиною 386 кілометрів, що проходить від Трентона до Порт-Северна і з'єднує озеро Онтаріо з затокою Джорджен-Бей на озері Гурон. Його основні природні водні шляхи включають річки Трент і Отонабі, озера Каварта, озеро Сімко, озеро Кучічінґ і річку Северн. Його мальовничий звивистий маршрут називають «однією з найкращих взаємопов'язаних систем навігації в світі».

## Історія
Канал прокладався за державні кошти з військовою метою, але перший шлюз було побудовано в 1833 році як комерційну споруду. Це пов'язало численні озера і річки недалеко від центру водного шляху, відкриваючи велику площу для плавання пароплавів. Уряд розпочав будівницто трьох додаткових шлюзів, коли спалахнуло повстання Верхньої Канади 1837 року. Це змусило уряд переглянути проєкт, бо виявилось, що маршрут матиме надто багато шлюзів, а це заважатиме швидкому переміщенню військ. Вирішили, що шлюзи, які будуються, добудують, а решту можна замінити на дерев'яні сплави. В результаті завершена внутрішня водна мережа залишилася без вихідної точки. Цю проблему зацікавлені підприємці вирішували самостійно, провівши до сегментів водного маршруту кілька нових платних доріг, дощатих доріг, а згодом і залізниць.
Уряд Джона А. Макдональда відновив будівництво в 1880-х роках, додавши ряд нових шлюзів і просунувши маршрут на захід, відтак будівництво знову зупинилося. Протягом багатьох років після цього канал використовувався як політичний інструмент для збору голосів у районах уздовж маршруту, при цьому будівництво велося невелике. Лише на початку століття низка політичних змін справила екстраординарний тиск на лібералів Вілфреда Лор'є, і серйозна робота знову продовжилася. Канал досяг Пітерборо та озера Сімко в 1904 році. Останні сегменти були значно відкладені через Першу світову війну, тоді в 1918 році було відкрито гілку до Трентона, а на початку 1920 року — до Джорджен-Бей. Перше повне проходження водного шляху було здійснено в липні того ж року.
До того часу, коли маршрут було цілком завершено, його використання як комерційного водного шляху фактично втратило сенс; кораблі, що курсували Великими озерами, виросли набагато більше, ніж розміри каналу, а залізниці, які з'єднувалися з каналом, тепер перевозили більшу частину його потенційного вантажопотоку. Але значне поширення моторних човнів призвело до того, що Трент — Северн став маршрутом прогулянкових човнів, і сьогодні це одна з головних визначних туристичних пам'яток Онтаріо. Його прохід через котеджні краї, такі як Маскока на заході та Каварта на сході, робить його ідеальним місцем для круїзних маршрутів, що привертає тисячі відвідувачів щороку. Він також утворює основну частину Великої Петлі. Сьогодні він офіційно організований як маршрутний парк, Національне історичне місце Канади, яким керує управління парків Канади. Він відкритий для навігації від травня до жовтня, а його узбережжя та мости служать круглий рік.

## Географія
.

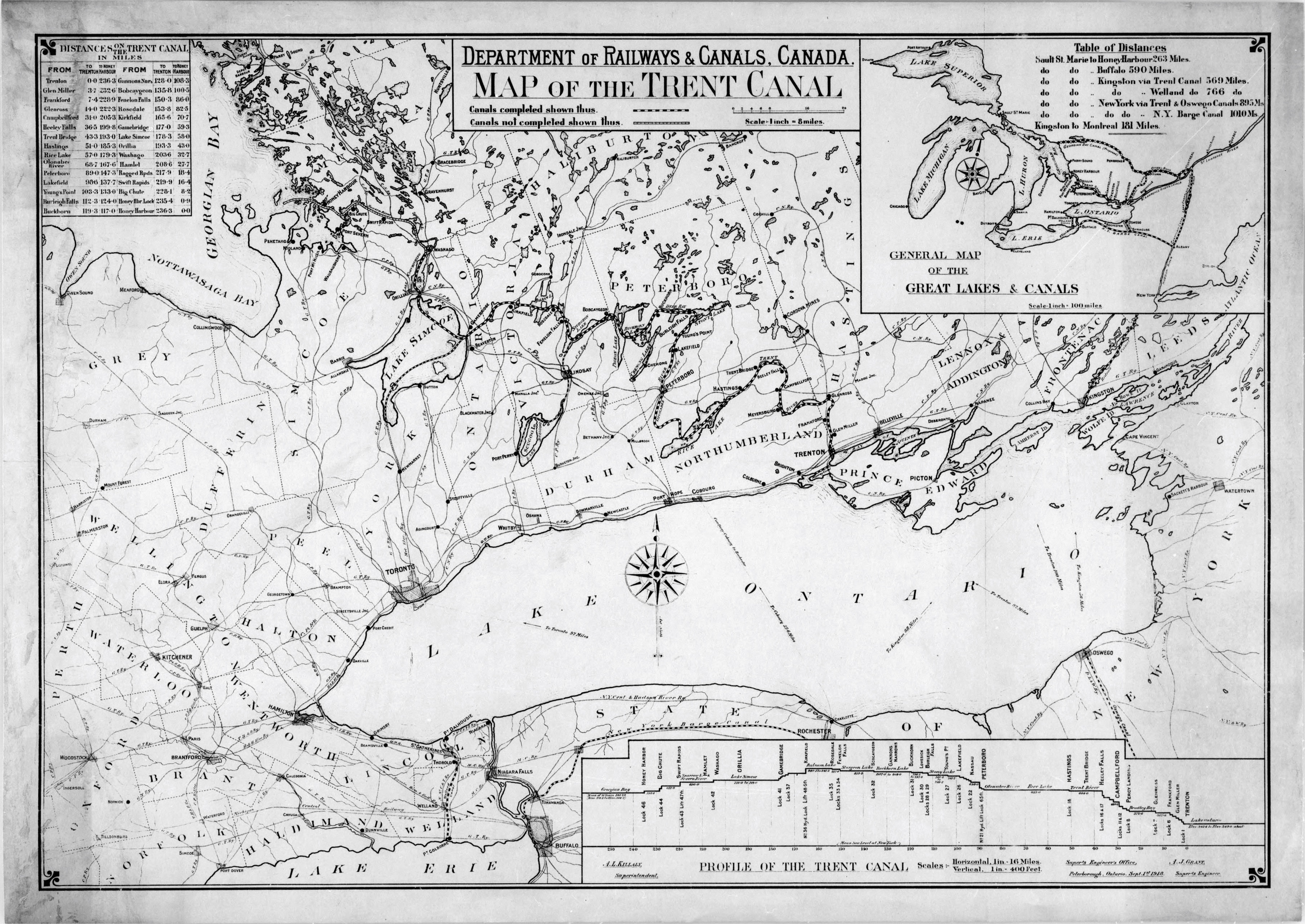
Карта водного шляху Трент — Северн у тому вигляді, в якому він був у 1918 році, незадовго до його завершення. Запланований маршрут все ще проходить через Гані-Гарбор, коли його було підготовлено. Покинутий канал Ньюмаркет можна побачити на південному краю озера Сімко

Загальна довжина водного шляху становить 386 км, починаючи від Трентона, Онтаріо, в тому числі приблизно 32 км штучних каналів. Водна система має 44 шлюзи, у тому числі 37 звичайних шлюзів, два комплекти підйомних шлюзів, гідравлічні шлюзи-ліфти в Пітерборо і Кіркфілді, а також суднова залізниця в Біґ-Шут, яка транспортує човни між верхньою і нижньою частинами Северна. Система також включає 39 поворотних мостів і 160 дамб і контрольних споруд, які контролюють рівень води для боротьби з повенями та підтримки навігації на озерах і річках загальним сточищем 18 600 квадратних кілометрів (7 182 миля2) котеджного краю центрального Онтаріо, у чотирьох округах і трьох однорівневих містах, — районі, де проживає понад мільйон канадців.
За перепадом висот маршрут досягає найвищої точки 256,3 метра (841 фут) на озері Балсам-лейк, найвищій точці, до якої судно може здійснювати навігацію з рівня моря в басейні Великих озер — річки Святого Лаврентія. Судноплавна вершина річки Мононґагіла (частина басейну річки Міссісіпі) у Фермонті, Західна Вірджинія, становить 263 м, найвища точка Північної Америки (вершина каналу Рейн-Майн-Дунай на найвищій точці 406 м лежить іще вище).
Водним шляхом Трент — Северн керує Управління парків Канади відповідно до статутних повноважень Правил про історичні канали (які окреслюють і делегують відповідальність за навігацію, захист ресурсів, днопоглиблювальні операції та наповнення, експлуатацію човнових кемпінгів тощо). 386-кілометровий навігаційний коридор має понад 4500 км берегової лінії та понад 500 км² водних угідь. Понад 125000 приватних і комерційних об'єктів розташовано біля навігаційного коридору водного шляху Трент — Северн. Водний шлях Трент — Северн також має регуляторну відповідальність і повноваження відповідно до Закону про водну енергетику Домініону для 18 гідроелектрогенеруючих об'єктів, розташованих вздовж маршруту.

## Історія

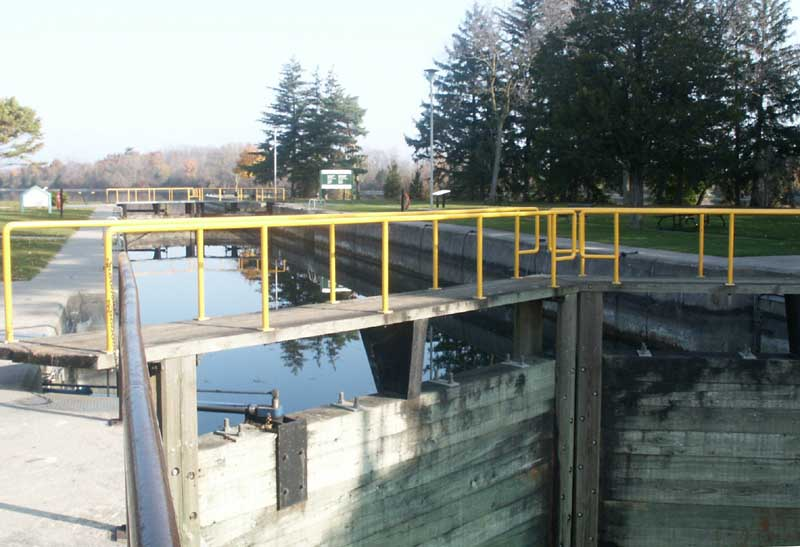
Шлюз № 1 на водному шляху Трент — Северн

Самюель де Шамплен був першим європейцем, який подорожував мережею внутрішніх вод від затоки Джорджен-Бей до затоки Квінті з гуронами в 1615 році. Саме цей маршрут пізніше був каналізований і став водним шляхом Трент — Северн.

### Військові плани
Бажання створити комунікаційний шлях від озера Онтаріо до озера Гурон було темою обговорення ще в 1785 році і набуло нового значення з початком війни Першої коаліції в 1793 році. Якби новоутворені Сполучені Штати вступили в конфлікт на боці своїх французьких союзників, вони могли б перекрити доступ до верхніх Великих озер у Детройті чи на озері Сент-Клер. Це позбавило б водного доступу до важливого британського торгового пункту в Мічілімаккінак.
Щоб вирішити цю проблему, Джон Ґрейвз Сімко, лейтенант-губернатор Верхньої Канади, розпочав будівництво Янґ-стріт і Пенетенґвішен-роуд, щоб забезпечити портажний шлях до Джорджен-Бей через озеро Сімко, який би обходив ці блокуючі точки. Будівництво Янґ-стріт розпочалося в 1794 році, досягнувши сьогоднішнього Голланд-Лендінґу в 1796 році. Однак до 1816 року ця дорога була непрохідною на більшій частині, а через деякий час — і весь шлях до Джорджен-Бей. Під час війни 1812 року цей маршрут рідко використовувався для своїх первинних військових цілей, в основному для доставки припасів до військово-морського складу, побудованого в Голланд-Лендінґу. Його приблизне розташування сьогодні позначене великим якорем, який доставляли з Чатема, з Англії до Васаґа-Біч (тоді відомого як Скунер-Таун), але по дорозі залишили в Голланд-Лендінґ, коли війна закінчилася.
Відсутність зручного доступу до верхніх озер, продемонстрована війною, підкреслила потребу будувати внутрішні водні шляхи для військового використання та стимулювала будівництво низки каналів для швидкого доступу до району Верхньої Канади. Це зокрема канали до Ґренвіля, Іст-Гоксбері і Карільйон, уздовж річки Оттави, а також найамбітніший з них, 202-кілометровий канал Рідо від сучасної Оттави до Кінґстона. Разом вони з'єднали Монреаль, Оттаву та озеро Онтаріо, обійшовши значні небезпеки вздовж річки Святого Лаврентія та великі простори відкритих вод озера Онтаріо.
Необхідність подібного маршруту паралельно вулиці Янґ та забезпечення доступу до верхніх озер залишалася проблемою, і між 1815 та 1827 роками було проведено кілька дорожних замірів у цьому районі. Серед них визначальною була зйомка, проведена Кетті в 1819 році, яка приводила до висновку, що жодної розумної альтернативи річці Трент не було видно на східному кінці маршруту. Фактично, альтернативний окружний маршрут становив 108 км до Райс-Лейк, і його закінчення було за 19 км від берегів озера Онтаріо. Крім того, інтерес уряду дещо збивала вартість каналу Рідо, яка спочатку планувалась у сумі 2 370 000 доларів, але в кінцевому підсумку на момент відкриття в 1832 році становила понад 4 мільйони доларів. Кілька спроб зібрати кошти для системи Трент із місцевих джерел, включаючи запропоновану лотерею, зазнали невдачі, і плани залишилися без руху.

### Шлюз Бетюна
Джеймс Ґрей Бетюн був бізнесменом у портовому містечку Кобурґ з пароплавною компанією, що працювала на озері Онтаріо. Він скептично ставився до того, що з'єднання Трент коли-небудь буде побудовано, але він відчував, що внутрішні частини на північ від Пітерборо все ще пропонують значні комерційні перспективи. Проблему підключення до озера Онтаріо можна було б вирішити іншими способами. Бетюн, важлива фігура у місцевій політиці, очолив зусилля, щоб збудувати залізницю з Кобурґа, яка повинна була або проходити навколо озера Райс-лейк через інші графства, або будувати безпосередньо над ним. Порт-Гоп, розміщений неподалік на захід і основний конкурент для судноплавства Кобурґа, пропонував і дорогу, і канал. Розташування Порт-Гопа на західному кінці озера Райс-Лейк було трохи ближче до озера, ніж Кобурґ, і пропонувало прямий наземний шлях до Пітерборо навколо західного краю озера, залишаючись у межах свого округу Нортамберленд.
До 1832 року Бетюн завершив свій перший план поєднання каналу та залізничної мережі. Він починався в Кобурґа і пролягав залізницею до Саллі (сьогодні відомого як Гарвуд), де з'єднувався з пароплавами на Райс-Лейк. Вони перетинали озеро до річки Отонабі, забезпечуючи доступ до південного Пітерборо. Тут вони могли перевантажуватися на диліжанси до Бріджнорта на озері Чемонґ. Шлюзи в Purdy's Mill (сьогодні Ліндсей) і Бобкейджен забезпечували доступ до розширеної території, включаючи озеро Піджен, озеро Стоні, озеро Стерджен і озеро Скуґоґ, відомі в сукупності як Бек-Лейкс (сьогодні відомі як «Кавартас»).
Бетюн запустив щоденне рейсове сполучення кораблем Pemedash через Райс-Лейк у 1832 році між Пітерборо та Кобурґом. Човен був конструкцією з плоским дном, здатний пересуватися на мілководді, скоріше моторною баржею, ніж пасажирським пароплавом. Він мав бічні колеса і приводився в рух від того, що один пасажир назвав «слабким двигуном на вісімнадцять кінських сил». Письменниця Кетрін Парр Трейл назвала судно «поганенькою подобою пароплава», коли її родина скористалася ним наприкінці літа 1832 року. Другий пароплав такої самої конструкції був побудований у Пітерборо, розпиляний навпіл, перевезений до Бріджнорта і спущений на воду під назвою Sturgeon 5 вересня 1833 року. Обидва пароплави виявилися популярними; менш ніж за три місяці, коли озера були відкриті для руху в перший рік роботи, Sturgeon здійснив 61 рейс, доставивши 60 бочок свинини та 55 тонн іншого вантажу.
Група, організована Бетюном, зібралася 1 червня 1833 року, щоб розглянути тендери на будівництво серії шлюзів на Задніх озерах. Проте вони отримали лише два тендери, обидва на шлюз у Бобкейджені. Після кількох додаткових зустрічей і відвідування місця, контракт був укладений з фірмою Пірс, Дамбл і Гор за ціною 8000 доларів. Бригада компанії прибула 2 серпня і негайно розпочала будівництво. Решту сезону робітники прокладали русло каналу, підриваючи вапнякові скелі чорним порохом. Коли 14 листопада погода стала холодною, шлюз іще не було завершено, і контракт було продовжено.
До того часу, коли земля відтанула навесні, Бетюн став неплатоспроможним через порушення бухгалтерського обліку в його відділенні Банку Верхньої Канади в Кобурґу, ймовірно, через те, що він використав частину цих коштів на транспортні потреби. Його пароплави були продані новим власникам. Незважаючи на те, що у Бетюна не було грошей і що контракт був явно заниженим, Пірс, Дамбл і Гор вирішили продовжити будівництво, використовуючи власні кошти. Це виявилося катастрофічним; шлюз був встановлений занадто високо в скелі і не міг бути заповнений при низькій воді влітку, і навіть коли води було вдосталь, вона витікала з б'єфу швидше, ніж його наповнювала. Шлюз залишався без використання протягом чотирьох років.

### Траса Бейрда

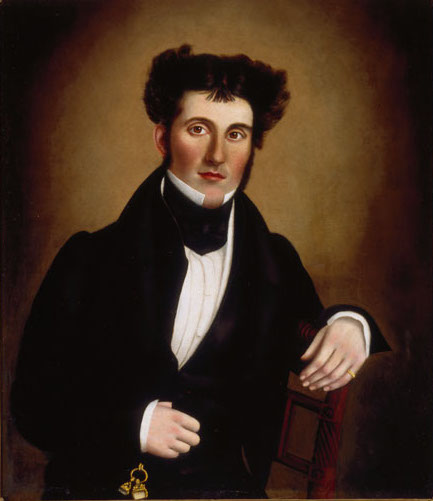
Берйд провів більшість важливих замірів на водному шляху Трент — Северн.

Перші зусилля Бетюна надихнули інших у цьому районі на створення власних планів побудови повної мережі. Подальший прогрес стикався з місцевою політикою, зокрема з тим, що маршрут пролягав через два графства — Дарем і Нортамберленд. Вони були представлені загалом трьома членами Законодавчих зборів Верхньої Канади, кожен з яких мав свої власні ідеї щодо того, де має бути побудований південний кінець каналу. Джон Браун був директором компанії Port Hope Canal Company, а Джордж Стрейндж Болтон з Кобурґа був зайнятий створенням залізниці Кобурґ і Райс-Лейк разом з Бетюном. Кожен віддав перевагу своєму власному маршруту в Дарем, незважаючи на скарги і прохання тих, що жили в Нортамберленді і хотіли, щоб маршрут проходив Трентом через їхній округ.
Болтон розробив план скомпрометувати маршрут Трентом. Він замовив повне обстеження річки, сподіваючись, що вартість поєднання каналами буде набагато більшою, ніж будівництво його залізниці. Після кількох дебатів у законодавчому органі 13 лютого 1833 року гроші були виділені на заміри, і на його проведення було укладено контракт з Найколом Г'ю Бейрдом з Монреаля. Бейрд працював над кількома каналами та іншими інженерними проєктами по всьому світу, включаючи Рідо, і в той час наглядав за будовою нового моста через низів'я Трента, який мав замінити поромне сполучення. Хоча гроші були виділені, кілька місяців нічого не відбувалося. Це питання було підняте на нараді у Пітерборо 27 серпня, яка вимагала розпочати роботу, що прискорило прибуття Бейрда 7 вересня. Щойно стало відомо, що він прибув, групи громадян у двох містах почали обмінюватися ущипливими замітками в місцевих газетах, критикуючи зусилля одні одних.
Звіт Бейрда був поданий 28 листопада 1833 року. Він оцінив витрати на забезпечення судноплавства Трентом до Райс-Лейк у 1 167 236 доларів з використанням 34 шлюзів на 41 м завдовжки і 10 м завшишки, а також 17 дамб для підвищення рівня води на різних ділянках маршруту. Він передбачав, що на спорудження знадобиться чотири роки. У звіті було написано дуже детально, щоб виправдати витрати, кажучи, що він окупиться за рахунок зборів, які оцінюються в 30 000 доларів США на рік лише за рахунок транспортування деревини. 6 березня 1834 року Роберт Мейні представив свою оцінку каналу Порт-Гоуп, використовуючи 34 менші шлюзи 21 м на 4,3 м загальною вартістю 507 130 дол.

### Сегмент до озера Гурон
На цьому подальша робота закінчилася, коли новий лейтенант-губернатор сер Джон Колборн організував поїздку, щоб відвідати цей район. Його шестиденний тур охопив більшість озер і річок у системі, включаючи річку Талбот, яка з'єднувала Задні озера з озером Сімко. Повертаючись, він пройшов маршрутом Бетюна, пливучи пароплавом Pemedash, а потім етапом до Йорка, він повідомив, що був задоволений своєю подорожжю. Сприйнявши його відгук як підтримку подальшої роботи над системою, громадяни подали петицію створити маршрут, який з'єднає озеро Сімко з озером Райс «каналом чи іншим чином». Бейрда знову найняли для обстеження цієї західної ділянки водного шляху.
У вересні 1835 року надійшов новий звіт Бейрда, в якому передбачалося будівництво ще 32 шлюзів і 13 дамб за ціною 1 310 340 доларів. Враховуючи роботу над трентським каналом, це становило сукупну вартість системи каналів у сумі 2 477 575 доларів. Знаючи, що законодавчий орган не буде зацікавлений у такій пропозиції, він також окреслив альтернативу, використовуючи комбінацію водного та залізничного транспорту, з застосуванням спеціально розроблених барж, які б могли перевозити вагони, які б потім перевозили на коротких ділянках залізницями, щоб обійти складніші ділянки маршруту. Ідея була схожа на сучасне контейнерне судноплавство. Використовуючи цей метод, Бейрд вважав, що ціна буде знижена приблизно на 1,5 мільйона доларів і система буде завершена лише за три роки. Можливо, вважаючи, що ця пропозиція може бути прийнята, Бейрд також придбав акції Кобурзької залізниці.
У цей момент маршрут почав відчувати протидію з боку прихильників каналу Велланд, що мав з'єднати озеро Онтаріо з озером Ері. Канал Велланд міг втратити фінансування через конкурентів на півночі. Вільям Гамільтон Мерріт, засновник Welland Canal Company, був готовий підтримати внутрішні шлюзи і навіть приватний канал обмеженого розміру до Порт-Гоупа, але рішуче виступав проти будь-якого західного розширення. Ця опозиція завадила б подальшому розвитку на багато років. Оскільки будь-яка спроба отримати підтримку уряду була очевидною перешкодою для конкурентів, компанію Port Hope and Rice Lake Canal Company закрили.
Сильна підтримка внутрішніх шляхів залишалася серед населення, і щоб заспокоїти ці інтереси, уряд сформував Комісію внутрішніх вод для вивчення системи. Як тимчасовий захід 3 березня 1836 року вони подали нову пропозицію щодо чотирьох шлюзів загальною вартістю 80 000 доларів. Один з них замінював непрацюючий шлюз у Бобкейджені, один у Пердіс-Мілз (Ліндсей) дозволяв транзит до озера Скуґоґ, один у Вітла-Рапідс (Скоттс-Міллз) дозволяв пройти далі вгору по Отонабі в Пітерборо, а один у Гастінґсі, на схід від Райс-Лейк, дозволяв частково пропливати через Трент. Разом вони відкривали 440 км² водних шляхів для безперервного судноплавства. Найважливішим було те, що у звіті зазначалося, що це дозволить перевозити залізну руду з Мармори на захід до Райс-Лейк, звідки її можна було перевезти поїздом до озера Онтаріо. Це було схвалено законодавчим органом 28 листопада 1836 року, в той час як подальші пропозиції щодо покращення інших місць були проігноровані.

### Перерва
У розпал будівництва в 1837 році спалахнуло повстання Верхньої Канади. Незважаючи на те, що повстання 1837 року було швидко придушене, воно досить занепокоїло імперський уряд. Джона Ламбтона, 1-го графа Дарема було призначено, щоб вирішити проблему. Незважаючи на те, що він обіймав посаду генерал-губернатора лише короткий період, перш ніж піти у відставку, його Доповідь про справи Британської Північної Америки була значною мірою виконана і спричинила кардинальні зміни в уряді. Нещодавно об'єднана провінція Канади мала єдиний парламент зі спеціальними правилами, покликаними збалансувати владу франкомовних та англомовних колоній.
У рамках формування нової провінції колишня Комісія внутрішніх вод була переведена до складу Ради робіт нового уряду. Новий уряд зламав силу Сімейного договору та зменшив вплив своєї французької гілки, Château Clique. Але це також призвело до створення органу, рішення якого часто розділялися за регіональними ознаками. До цього часу в процес вступила нова сила, центральні барони деревини Онтаріо. Вони використовували багато річок провінції, щоб сплавляти колоди на пилорами, зокрема пилораму Джона Рудольфа Бута в Оттаві, на той час найбільший лісопильний завод у світі. Шлюзи створювали бар'єри для їхніх плотів, як і будь-який судноплавний рух по річках, тому вони були проти будь-якої подальшої роботи над системою.
Вивчаючи проєкт, Рада робіт прийшла до висновку, що маршрут із такою кількістю шлюзів, як запропонував Бейрд, займе так багато часу, що не буде корисним у військовому плані, а отже, мало цікавить новий федералістський уряд. Вони погодилися продовжити будівництво чотирьох шлюзів, запланованих у 1836 році, в основному як спосіб працевлаштування численних іммігрантів, які прибували у цей район. Вони виявили невеликий інтерес до решти маршруту і погодилися дозволити решту обстежених місць шлюзів перетворити на дерев'яні сплави.

### Автомобільне та залізничне сполучення

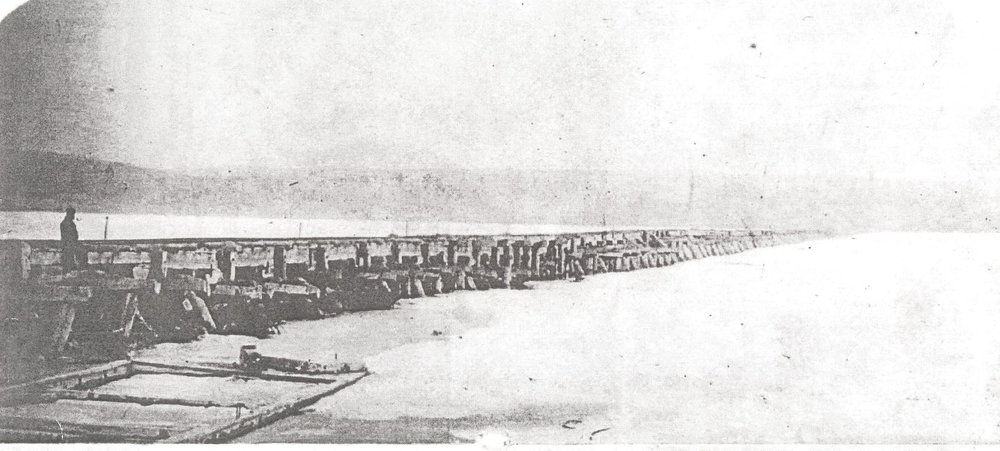
Ця напівзруйнована дамба проходила через Кобурґ і Пітерборо через Райс-Лейк, забезпечуючи східний вихід для вантажів на Бек-Лейкс.

Після завершення будівництва чотирьох шлюзів Back Lakes тепер були відкриті для судноплавства протягом більшої частини року. Новоприбулі поселенці в цьому районі розширили асортимент підприємств. До 1850-х років у Пітерборо були мукомельні, лісопильні, чесальні та розливні заводи та шкіряний завод. Тим часом лісозаготівельні компанії та ферми створювалися по всьому центру Онтаріо, використовуючи озера для доставки своєї продукції. Це залишило проблему з постачанням цих продуктів на ринок, що, у свою чергу, призвело до невеликої залізничної лихоманки з чітким наміром під'єднатися до навігації Back Lake. Протягом 1850-х і 1860-х років було побудовано численні залізниці для з'єднання в різних точках.
Першим, хто зробив спробу, була давно запланована залізниця Кобурґ і Райс-Лейк. Ця залізниця була запланована у 1831 році та законтрактована у 1834 році, однак паніка 1837 та заворушення пізніше того ж року порушили їхні плани до такої міри, що статут компанії втратив чинність у 1840 році. Далі була залізниця Пітерборо та Порт-Гоуп (P&PH), конкуруюча гілка від Порт-Гоупа, яка мала перевагу в тому, що могла обійти західний край Райс-Лейк, щоб створити сухопутний маршрут безпосередньо до Пітерборо. Це настільки занепокоїло інтереси Cobourg, що вони найняли Бейрда для планування дорожнього маршруту і відкрили Cobourg Plank Road в 1846 році. Це завадило P&PH, які вирішили перенаправити свою лінію на захід до Бівертона на озері Сімко.
Через численні затримки в 1850 році все ще не було залізничного сполучення з водним шляхом. Початкова група Cobourg була реорганізована в Cobourg and Peterborough Railway в 1852 році, цього разу плануючи маршрут через озеро Райс-Лейк і забезпечити прямий доступ до Пітерборо. Лінія була відкрита 29 грудня 1854 року, але страждала від постійних пошкоджень через лід, який не давав експлуатувати міст через Райс-Лейк протягом більшої частини його існування. Незважаючи на ці проблеми, залізниця забезпечувала давно необхідний маршрут на південь і була одним із найуспішніших у фінансовому плані маршрутів у цьому районі. Добрі часи закінчилися, коли інтереси Порт-Гоуп, тепер відомі як залізниця Порт-Гоуп, Ліндсей і Бівертон (але незабаром її перейменують на Мідлендську залізницю Канади), відкрили філію Мілбрук, яка досягла Пітерборо 12 травня 1858 року.
Серед інших доступних маршрутів була ще одна дощата дорога далі на захід від Вітбі до озера Скуґоґ, яка забезпечувала доступ до водного шляху через шлюз у Ліндсі. Це була найближча точка мережі до Торонто, а місто Принц-Альберт посередині цього маршруту стало найбільшим місцем торгівлі зерном у Верхній Канаді. Цей маршрут, сьогодні відомий як Брок-стріт у Вітбі, став зайвим завдяки залізниці Вітбі, Порт-Перрі та Ліндсі (WPP&L), яка пролягала поруч із ним і давала набагато швидше сполучення з Торонто. Інші маршрути, пов'язані з пунктами далі на північ, включаючи залізницю Вікторія, яка зустрічалася з водним маршрутом на Фенелон-Фолз, залізницю Ліндсі, Бобкейджон і Понтіпул, яка зустрічала її в Ліндсі і Бобкейджен, залізницю Торонто і Ніпісінґ, яка зустрічала її на північному краю озера Балсам. Вони мали перевагу в тому, що вони прямували до Торонто, уникаючи перемикання на Велику магістральну залізницю, необхідну на маршруті WPP&L.

### Конфедерація та Асоціація каналу долини Тренту
Роботи над системою каналів залишалися в застої до Конфедерації в 1867 році. Це перетворило уряд провінції Канади на федеральний орган і дало новій провінції Онтаріо контроль над будівництвом. Не маючи влади федеральної скарбниці, вони могли дозволити собі лише невеликі проєкти. Між конфедерацією і 1879 роком вони перебудували шлюз у Ліндсі, який був перетворений на дерев'яний сплав, і побудували нові шлюзи в Янґс-Пойнт і Роздейл. Вони збільшили безперервну територію, яку обслуговував водний шлях, але все ще не мали виходу до основних водойм.
Спостерігаючи, що робота над системою застоюється роками, у вересні 1879 року група консервативних політиків сформувала Асоціацію каналу долини Трент, щоб агітувати за подальшу роботу. Незабаром до них приєдналися ліберали та нейтральні партії, які врешті-решт стали представляти майже кожний виборчий округ від Трентона до Мідленда. Газета Tribune з Торонто зазначає, що «їхня активність показує кількість енергії, яка свідчить про те, що тіло сповнене рішучості досягти успіху». Протягом наступних сорока років Асоціація продовжувала чинити тиск на уряди, що змінювались, і ніколи не дозволяла жодному з них порушувати їхні домовленості щодо продовження роботи над системою. Їхня основна концепція, погоджена на першій зустрічі, полягала в тому, щоб організувати періодичні зустрічі всіх керівників муніципалітетів на маршруті, збирати петиції від своїх виборців, а також просити їх писати листи безпосередньо своїм депутатам. Це швидко створило майже безперервний потік листів.
Концепція виявилася успішною, і уряд Джона А. Макдональда був переконаний надати фінансування для створення нових шлюзів на водоспаді Берлі, Ловсик-Лейк, Бакгорн і Фенелон-Фолс. Це значно розширило судноплавний шлях від озера Балсам на заході до Лейкфілда на сході. У 1881 році нагляд за розширенням був покладений на Тома Рубіджа з Пітерборо. Рубідж уже дійшов висновку, що система «Трент» була по суті марною в порівнянні з пропозиціями Сиденгема-Кіллалі щодо розширення судноплавства по затоці і річці Святого Лаврентія, де можна було пропускати великі морські кораблі. Він вважав, що будь-яка робота над Трентом у цей момент була марним витрачанням грошей і був невдоволений тим, що його призначили керувати проєктом. Його відраза ще більше посилилася, коли його маленька дочка Мері померла в 1883 році, коли він прокладав маршрут. Він відомий своєю «злостивістю» та відсутністю здібностей до спілкування, — якостями, які переслідували його в час роботи над прокладанням Тренту.
Серед найскладніших ділянок, завершених за цей період, були шлюзи на водоспаді Берлі; Бейрд описав «страшну природу скелі, міцну від заліза», яка вимагала нових інструментів і прийомів, щоб пробивати камінь. Роботу нарешті здійснив Джордж Ґудвін, починаючи з кінця 1884 року, використовуючи парові дрилі та лопати. Саме в цей час відбулася одна з найбільш сумнозвісних подій в історії системи; о 9:45 ранку 4 вересня 1885 року Джеймс Сіммонс і Джордж Мортон везли вантаж динаміту з Твіду до Берлі-Фоллз, коли він вибухнув, утворивши кратер 30 м завширшки і нічого, крім дрібних залишків коней та людей. Місце на короткий час стало туристичною визначною пам'яткою.
Будівництво було обурено суперечками між Рубіджем і будівельною командою на чолі з Ґудвіном. З кінця 1886 року Рубідж перебував під надзвичайним тиском з боку преси та політиків, і він ставав дедалі більше параноїдальним, підозрюючи всіх, хто брав участь у проєкті, у їхніх реальних чи уявних спробах його усунути. Він виливав свій гнів на проєкт в цілому, а особливо на Ґудвіна, який почав скаржитися начальству Рубіджа в Оттаві. У відповідь Рубідж призначив двох своїх помічників стежити за будівництвом, постійно створюючи Ґудвінові та його працівникам цілий ряд проблем, навіть замикаючи каное державних інженерів, щоб вони не могли плавати до необхідних об'єктів. Роздратування і гнів Ґудвіна зростали все більше, і нарешті він зажадав, щоб Джон Пейдж, інженер Департаменту каналів і залізниць, який наглядав за всіма роботами на каналі, приїхав на місце. Цей запит врешті-решт призвів до усунення Рубіджа з наглядової посади і його заміни Девідом Старком, на той час керівником проєктів каналу річки Оттава. Будівництво було остаточно завершено в 1887 році, і перший човен пройшов всю секцію 26 жовтня.

### Ще одна перерва, ще один звіт
Федеральні вибори на початку 1887 року привели до того, що Макдональд отримав тверду більшість, незважаючи на те, що нічого не обіцяв для каналу. Це коштувало консерваторам кількох місць у цьому регіоні, але його підтримка протекціоністської національної політики принесла йому багато інших у цьому регіоні серед компаній, які переживали, що країну переповнює дешевша американська продукція. Преса була переповнена коментарями про те, що Макдональд цікавився каналом лише як заходом для отримання голосів. Звинувачення були висловлені у публікації Examiner з Пітерборо, де йшлося, що «будь-які витрати, які були передбачені за планом, якимось чином затримуються виключно з політичних мотивів, і це єдине пояснення всіх затримок і відтягувань з цією важливою роботою». З кожною затримкою канал виглядав усе більш важливим для місцевих жителів, що спонукало процитувати одного давнього прихильника Макдональда, преподобного Дж. Логана, який сказав: «Відтепер у мене тільки одна політика, і це канал долини Трент».
У цей час Рубідж все ще брав участь у будові Тренту, отримавши завдання зробити розрахунок повного маршруту та кошторис витрат на його завершення. Після виборів Джон Пейдж відправив Рубіджа назад до Пітерборо, щоб завершити цю роботу. Рубідж скористався можливістю повернутися на робоче місце і стверджував, що він завжди працював справно і залишив роботу лише з особистих причин. Старк ще не прибув, і, оскільки робота по суті була завершена до цього часу, здається, ніхто не хотів докласти зусиль, щоб з'ясувати, що відбувається. Коли Старк все-таки почав запроваджувати певний контроль, він почав з того, що попросив одного з інших урядових інженерів, які працювали з Рубіджем, Ейлмера, на той момент піти до іншиого офісу у Пітерборо. Коли він пішов, Ейлмер скористався можливістю, щоб вламатися до столу Рубіджа і взяти з нього вже давно перетерміновані плани робіт, що спричинило звинувачення у зламі та проникненні, на яке Ейлмер відповів звинуваченням у наклепі. Інший з урядових інженерів, Фуллер, побився з Рубіджем через майнову суперечку, що призвело до засудження Фуллера за напад і його звільнення з відділу.
Шукаючи будь-яких причин скасувати подальшу роботу або принаймні відкласти її, Макдональд поцікавився станом розрахунків Рубіджа. Рубідж пообіцяв, що проєкт буде готовий до 20 серпня, але результат так і не з'явився. 1 вересня Старк телеграфував Рубіджу про це, і Рубідж заявив, що його бійка з Фуллером загальмувала роботу. Остаточно розрахунок був представлений 15 листопада. Звіт докладно повторював плани Бейрда, виконані десятиліттями раніше, змінивши лише його кінцевий вихід на захід, після Норт-Рівер до Вабаушена. Він оцінив вартість у 8 684 650 доларів США, включаючи ще 71 шлюз на додаток до 12 вже побудованих або близьких до завершення, а також 94,5 км риття каналів. Пейдж додав ще 1,1 мільйона доларів у вигляді додаткових витрат, таких як претензії на землю та завершення робіт, що вже тривали, в результаті чого загальна сума для всього водного шляху досягла 9 984 500 доларів. Це було суттєво більше порівняно з початковою оцінкою Бейрда в 2,5 мільйона доларів, цифрою, яку Старк особисто підтримав у 1880 році. Це спонукало Старка надіслати свою власну оцінку: повернувшись до початкового маршруту Северна на заході, він підрахував, що нова сума становить лише 3 мільйони доларів.
Це останнє неузгодження було якраз тим, чого чекав Макдональд. Вказуючи на величезні відмінності в двох оцінках, 8 жовтня 1887 року він сформував Комісію каналу долини Трент для вивчення цього питання. Це одразу було засуджено як крок «щоб лише дати їм можливість зупинити роботи». Саме це й сталося; перше засідання Комісії було призначено лише на 1 квітня 1888 р., а остаточний звіт очікувався лише після наступних виборів. Була проведена низка інтерв'ю та надіслані анкети, які не отримали жодної відповіді, що Комісія сприйняла як свідчення того, що ця тема мало кого цікавить. У 1890 році проміжний звіт змусив Макдональда припустити, що «необхідне подальше розслідування». Одним із небагатьох позитивних результатів було вимірювання водопостачання новим головним інженером Трента Річардом Роджерсом, яке припускало, що доступної води було в мільйон разів більше, ніж було б потрібно для того, щоб на всьому маршруті заповнювати шлюзи 100 разів на день протягом 200-денного періоду навігації.
17 грудня 1890 року комісія представила свій остаточний звіт. Вони прийняли розрахунок Роджерса щодо кількості доступної води і в цілому погодилися, що маршрут був можливим і навіть бажаним. Вони також припустили, що деякі з більш складних ділянок можна було б значно спростити, замінивши серію шлюзів на один гідравлічний підйомник, і рекомендували подальше вивчення цього варіанту. Вони також залишили значний простір для інтерпретації щодо бажаності завершення робіт на обох кінцях, дозволяючи політикам вибирати, які варіанти, там де вони були, вони б погодилися фінансувати.

### Рішення про завершення
На той час, коли Комісія подала свою доповідь, парламент був нечинним через вибори 1891 року, — саме те, на що Макдональд сподівався, сформувавши Комісію. Оскільки вибори тривали, виявилося, що результат буде дуже напружений, і Макдональд вирішив використати Трент, щоб підкріпити будь-які місця, які він міг. 3 березня йому особисто вручив листа Д. Р. Мерфі, організатор консерваторів в районі Трента, з проханням про допомогу, яку він міг би надати. Макдональд, хворий і прикутий до ліжка, відповів телеграмою про те, що «Комісія каналу долини Трент схвально повідомила про завершення плану. У парламенті на наступній сесії буде запропоновано грант для цієї мети.». Дев'ять з тринадцяти місць у цьому регіоні отримали консерватори, повернувши місця, втрачені на попередніх виборах. Макдональд прожив лише короткий час після виборів і зазнав серії інсультів, які призвели до його смерті 6 червня 1891 року.
Після смерті Макдональда консерватори обирали собі цілий ряд непевних лідерів, хитаючись від однієї політичної катастрофи до іншої. Незважаючи на неодноразові обіцянки виконати останні бажання Макдональда щодо каналу, до того часу, коли почалися чергові вибори, нічого не було завершено. Потім була проведена серія добре обґрунтованих досліджень, і Роджерса попросили завершити детальні плани подальшого будівництва. 22 квітня 1895 року був підписаний контракт на 475 000 доларів на будівництво каналу між озером Балсам і Кіркфілдом. Другий етап був погоджений 27 серпня на першому відрізку від Лейкфілда до Пітерборо. Examiner з Пітерборо з гіркотою запитував: «Чому було змарновано п'ять років, початок і кінець яких чітко збігаються з загальними виборами, між сплесками діяльності, які знаменують обстеження та будівництво частин каналу? Чи не тому… щоб перетворити проєкт на машину для збирання голосів?».
Хоча консерватори знову спробували використати Трент на свою користь, спроба зазнала невдачі через рішучу перемогу Вілфреда Лор'є на виборах 1896 року. Спостерігаючи за тим, як голосують консерватори протягом десятиліть, новий ліберальний уряд негайно скасував усі роботи. Але незабаром ті самі політичні сили, які змусили консерваторів підтримати цей план, вплинули і на лібералів; відбулася ще одна зустріч з Асоціацією Тренту і наступний візит Джорджа Альберта Блера, щойно призначеного міністром каналів і залізниць. Козирем Асоціації був аргумент, що канал міг бути важливим маршрутом доставки зерна із західної Канади, яка в той час мала проблеми з просуванням на схід через різнобій дрібних залізничних сполучень, які проходили через Торонто.
Але цей аргумент мав зворотний результат; Блер погодився, що канал потрібен, але замість цього виступив за нову систему вздовж річки Сент-Лоренц. Сам Лор'є рішуче підтримував залізниці, особливо Велику магістральну залізницю. Знову Асоціація почала діяти, зібравши понад 270 делегатів на зустріч з цього питання в Оттаві. Grand Trunk, чия лінія вздовж Сент-Лоренца могла втратити значний трафік, якщо альтернативний маршрут судноплавства було завершено, надавав безкоштовні квитки на потяг всім причетним. Результатом цього став величезний натовп бізнесменів, який зібрався в Оттаві 6 квітня 1897 року і почав серію промов із закликом до завершення будівництва Трента. Через деякий час сам Лор'є піднявся і заявив: «Уряд прийняв завершення маршруту долини Тренту як частину своєї політики».  Цю фразу зустріли бурхливими оплесками.

### Опозиція з Торонто
До цього часу ера баржового каналу як комерційної системи закінчилася. Колишній дуже прибутковий канал Ері спостерігав, як трафік зменшується, оскільки вантажопотік переходить на залізниці, тому його оператори дозволили використовувати канал безкоштовно в надії зберегти рівень трафіку та його позитивний економічний вплив на навколишні міста. Але ця зміна мало вплинула, і трафік продовжував знижуватися. Головний інженер Нью-Йорка, який контролював канал, заявив, що «канали як успішний і необхідний засіб пересування, віджили свою користь». Коли була сформована багатонаціональна робоча група для розгляду кількох можливих маршрутів для з'єднання верхніх Великих озер з Атлантикою, Трент навіть не згадувався.
У випадку з Трентом залізниці, які спочатку мали намір обслуговувати водний шлях, тепер забезпечували ще кращий варіант транспортування. Оператори цих залізниць могли успішно конкурувати з будь-яким комерційним транспортом на каналі, і це особливо бентежило торгівлю зерном, яку запровадила асоціація Трент. Канадська тихоокеанська залізниця (CPR), яка тоді зупинялася у Форт-Вільямі, була в розпалі завершення сполучення з районом Монреаля, а також розбудови мережі коротших сполучень у південному районі Онтаріо, які обслуговували озерну торгівлю. Почалася ще одна залізнична гонка, коли Grand Trunk і Canadian Northern Railway (CNoR) купили подібні лінії, все в надії отримати частину швидко зростаючої торгівлі зерном. У той час майже всі ці маршрути проходили через Торонто.
Коли Лор'є зробив своє оголошення, можливість того, що «Трент» забезпечить будь-який розумний судноплавний маршрут замість залізниць або каналу, здатного перевозити океанські судна, була негайно атакована бізнесами з Торонто. Коли 31 травня 1898 року було оголошено про перший контракт на 600 000 доларів США, Едмунд Ослер, представник округу Торонто Захід і директор Канадської Тихоокеанської залізниці (CPR), першим виступив проти цього в парламенті, заявивши, що уряд мабуть «має гроші, щоб спалити». На велику потіху лібералів, інші консерватори з району Трента тоді почали сперечатися з Ослером. Тим не менш, уряд погодився використати кошти, виділені в цьому бюджеті, виключно на завершення існуючих робіт, а не на розширення. Незабаром стало зрозуміло, що уряд Лор'є відкладає будь-які подальші роботи.

### Лор'є завершує систему
Ситуація змінилася з появою нового лідерства лібералів під керівництвом Вілфреда Лор'є. Перед виборами 1896 року партія рішуче підтримувала вільну торгівлю зі США, відому як «взаємність», але відклала це для поточних виборів і прийняла високі тарифи, протекціоністську національну політику. Щоб підтримати промисловість, вони запропонували різноманітні громадські роботи, особливо ті, що відбувалися в консервативних округах, які піддавалися коливанням. Так було в усіх округах Онтаріо, залучених до системи Тренту, і це стало центральним елементом стратегії Онтаріо. З їхньою перемогою на виборах, незважаючи на поразку народного голосування, партія почала остаточне завершення системи Трента.
У цей час бізнес-інтереси в Порт-Гопі знову стверджували, що потрібно завершити маршрут, проклавши новий канал від західного краю Райс-Лейк на південь до їхнього міста. Це розмістило б устя каналу ближче до Торонто і в цілому зробило б маршрут коротшим. У звіті за січень 1900 року зазначено, що це додасть 95 км до маршруту до Монреаля, який все ще є кінцевою кінцевою точкою для закордонних суден, але набагато важливіше, що кораблі повинні будуть подорожувати відкритим шляхом через озеро Онтаріо, тоді як устя у Трентоні було захищене. У подальшому звіті припускалося, що маршрут до Трентона буде дешевшим, і на цю ділянку були розіслані контракти. І хоча було отримано кілька тендерних пропозицій, уряд знову відклав початок будівництва.

### Божевілля Мюлока

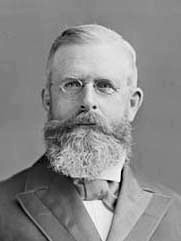
Спроби Вільяма Мюлока, постійного прихильника Трента, продовжити проєкт врешті допомогли повалити ліберальний уряд.

Поки ця робота тривала, розпочався побічний проєкт, який в кінцевому підсумку збив перевагу лібералів. Вільям Мюлок з Ньюмаркета, зростаючого промислового та ринкового міста на північ від Торонто, був правою рукою Лор'є в провінції. У 1904 році Північна залізниця Канади підвищила свої тарифи і внесла кілька змін, які значно підвищили витрати на промисловість у місті, тому вони стверджували, що це призведе до припинення їх діяльності. Мюлок розробив план продовжити Трента на південь до міста, розширення, офіційно відомого як Holland Subdivision, але повсюдно званий «каналом Ньюмаркет».
Критики відразу ж атакували концепцію, вказуючи на відсутність економічного потенціалу такого зв'язку. Але можливість залучити федеральні гроші на його округ в Йорк-Норт була надто привабливою, щоб відмовитися від неї, і Мюлок постійно агітував за це, подаючи петиції підтримки від частини місцевих жителів. Однак опитування показало, що ціна значно перевищила 300 000 доларів, значну суму для такого короткого сполучення, яка потім була ще значно збільшена через доповнення, які, схоже, були політично вмотивованими з боку Департаменту залізниць і каналів. На той час, коли плани були завершені, ціна наближалася до 1 мільйона доларів.
Незважаючи на таку ціну і те, що Мюлок позбувся мандата в 1905 році, партія продовжувала підтримувати проєкт, щоб тримати округ у своїх руках. Він став предметом безперервних атак консерваторів у Палаті представників, і коли розрахунки показали, що води було замало, щоб наповнювати його влітку, преса була сповнена зневаги. Партія продовжувала підтримувати його весь час, навіть коли стало ясно, що проєкт приречений.
Вибори 1911 року швидко поклали край проєкту, який на той час усі називали «божевіллям Мюлока». Через кілька днів після вступу на посаду Роберт Борден наказав переглянути проєкт і невдовзі скасував його. Залишки будівництва, які на той час були завершені на 85 %, були залишені на місці і донині є домінантою місцевого ландшафту. Місцеві жителі тепер називають його «канал-привид», а навколо його нечинних споруд прокладені рекреаційні стежки.

### Канал сьогодні

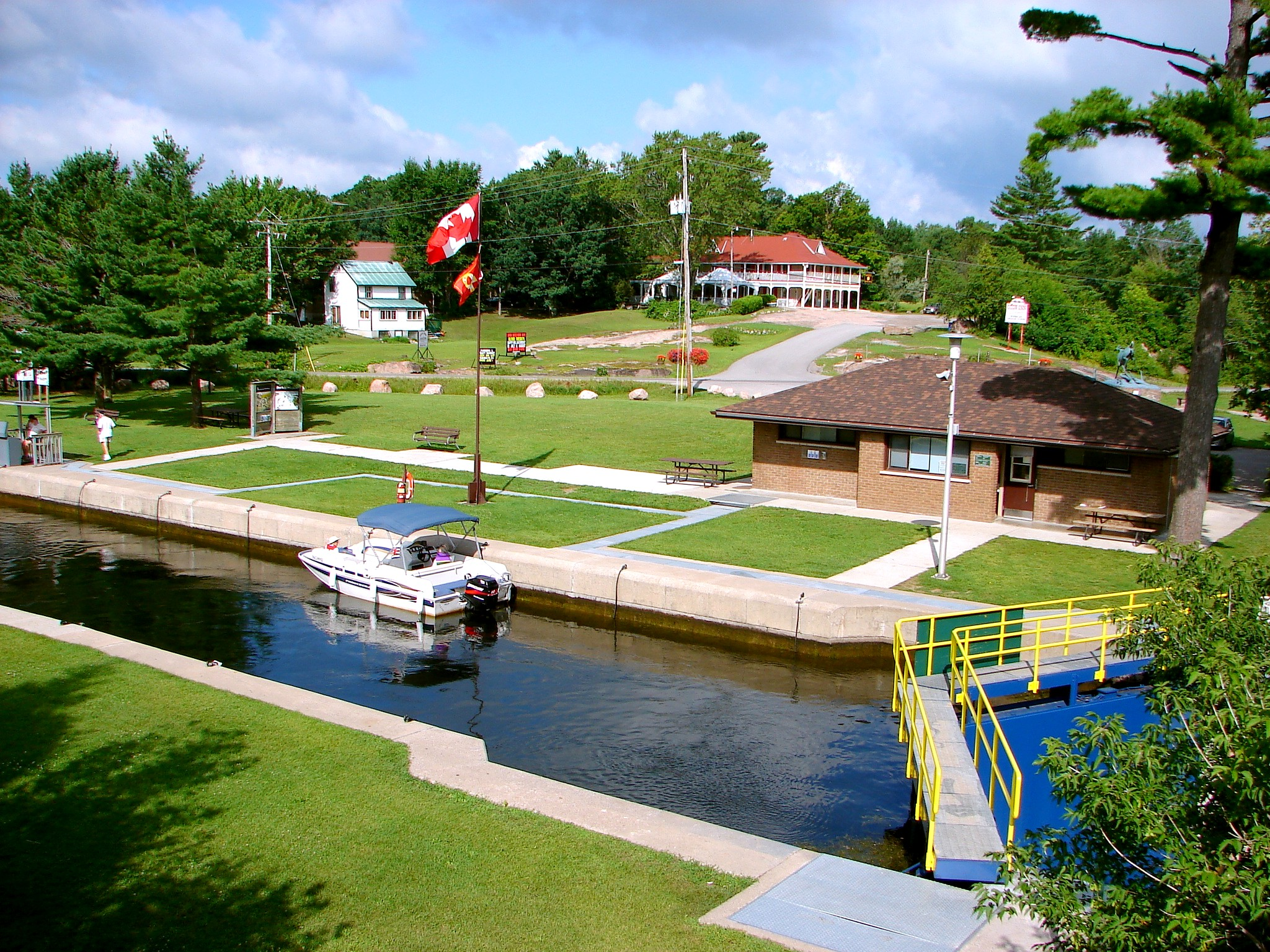
Шлюз у Бакгорні є типовим для сьогоднішнього водного шляху зі службовою будівлею для персоналу шлюзу та користувачів шлюзів.

Подорожі за межі озера Балсам-Лейк були заблоковані до відкриття ліфтового шлюзу Кіркфілд у 1907 році.
Система шлюзів сприяла розвитку центральної частини Онтаріо, забезпечуючи швидкий та ефективний потік товарів до та з основних торгових центрів уздовж озера Онтаріо. Порізаний, складний рельєф цього району провінції робив подорож по суші надзвичайно обтяжливою та тривалою.
Коли канал був нарешті завершений, він не зміг мати серйозного впливу на економіку регіонів, для обслуговування яких він був побудований. До того часу, коли він був завершений, його конструкція була застарілою через зміну величини суден: вона була розроблена для човнів, занадто малих, щоб бути комерційно успішними. За роки будівництва залізниці далі розвивали свої мережі та покращували обслуговування, що вплинуло на структуру розселення.
У 1910-11 роках містечко Сміт і яхт-клуб Чемонг подали позов про відшкодування шкоди землі, заподіяної каналом Трент.
Водний шлях став застарілим для комерційних цілей, коли в 1932 році було завершено будівництво сучасного каналу Велланд. Канал Велланд міг пропускати кораблі, достатньо великі, щоб плисти через океан, хоча вантаж зазвичай перевантажувався з більших океанських суден у Монреалі.
Система каналу «Трент — Северн» все ще працює. Він обслуговується та керується службою національних парків, Parks Canada, і зараз використовується для туризму та розважального плавання. Існує круїзна лінія, яка керує суднами Kawartha Voyageur, а також фірмами з оренди плавучих будинків. У червні 2013 року Беррі Деволін, член парламенту від округу Галібертон—Каварта-Лейкс—Брок, знову представив законопроєкт C-530, «Закон про управління водними ресурсами Трент — Северна» з метою рекапіталізації інфраструктури водного шляху столітньої давності.
Технічні та навігаційні деталі (такі як обмеження швидкості, максимальна осадка, максимальна глибина води та просвіти мосту) можна знайти на вебсайті Parks Canada.

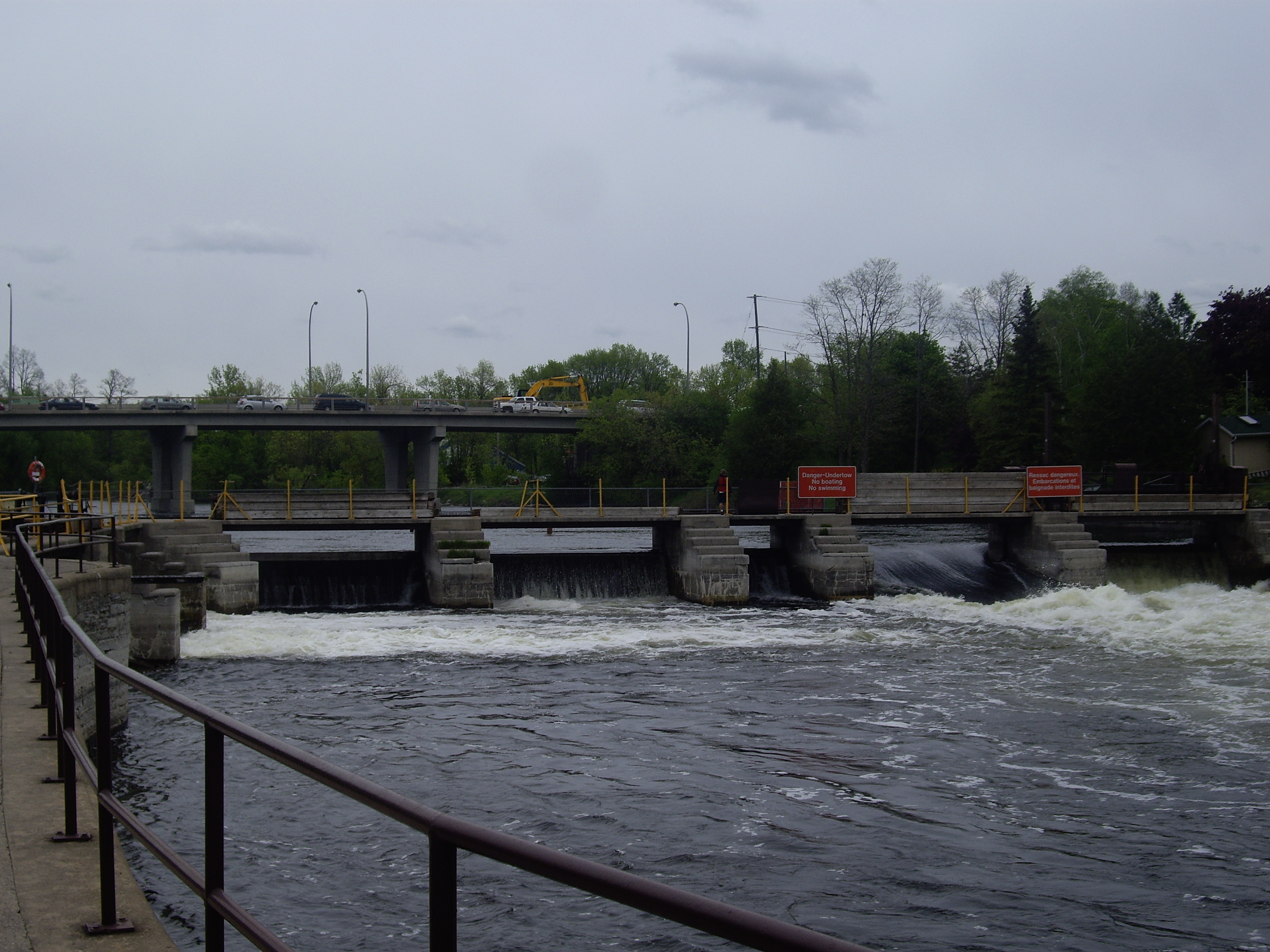
Водний шлях Трент — Северн, що входить до Пітерборо в Скоттс-Мілс
Підйомний шлюз у Пітерборо
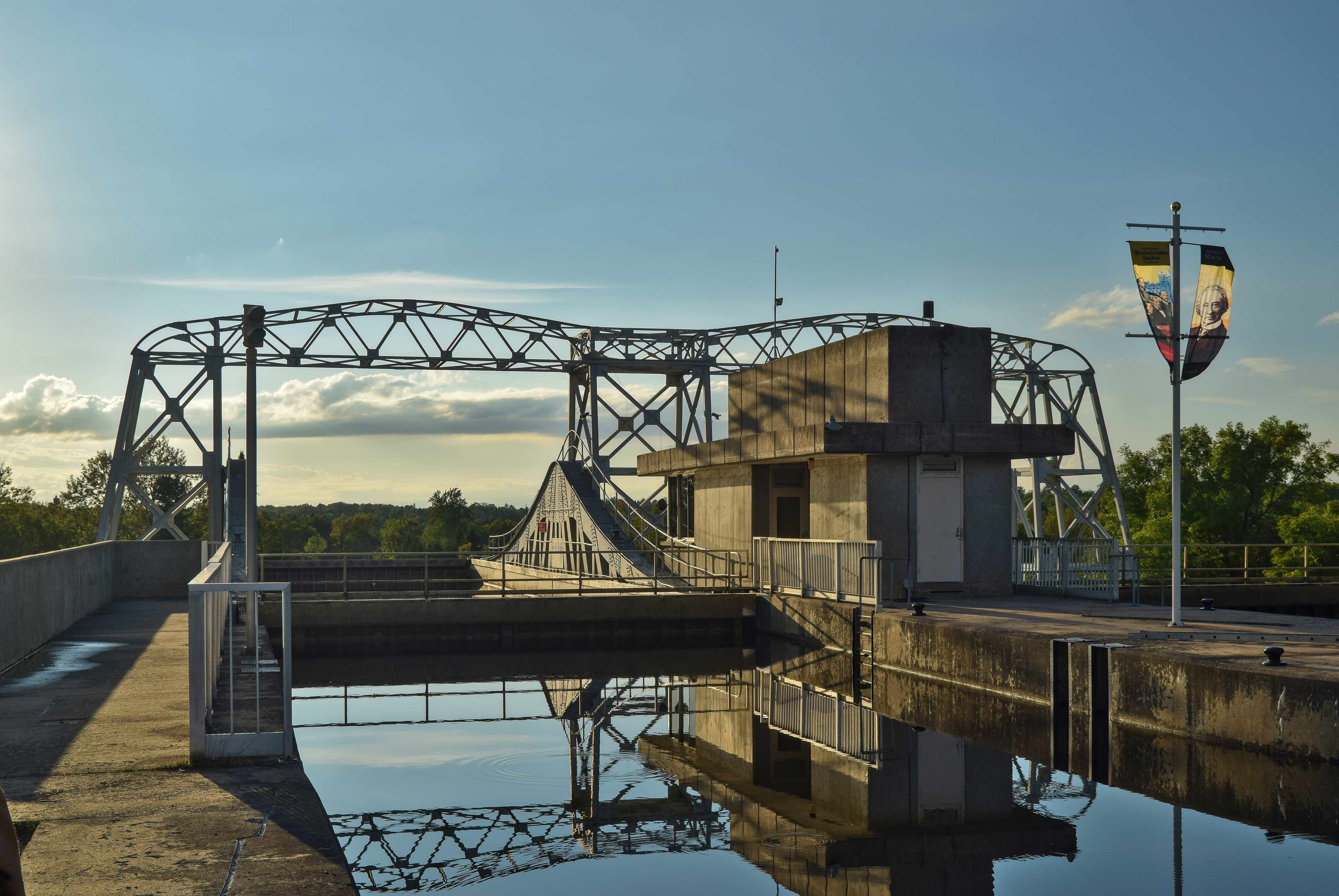
Підйомний шлюз Кіркфілд
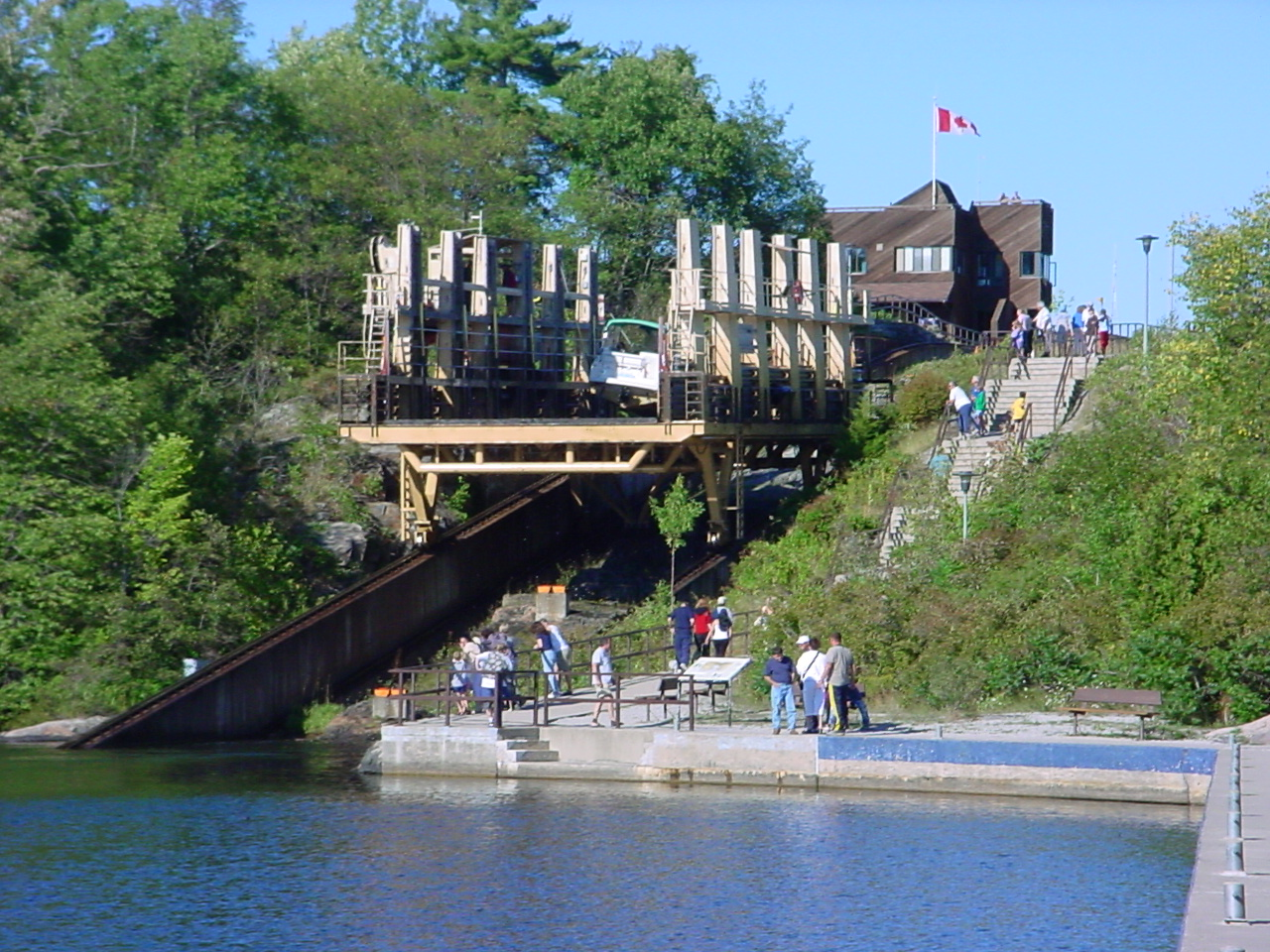
Ковзний рейковий шлюз Біґ-Шут
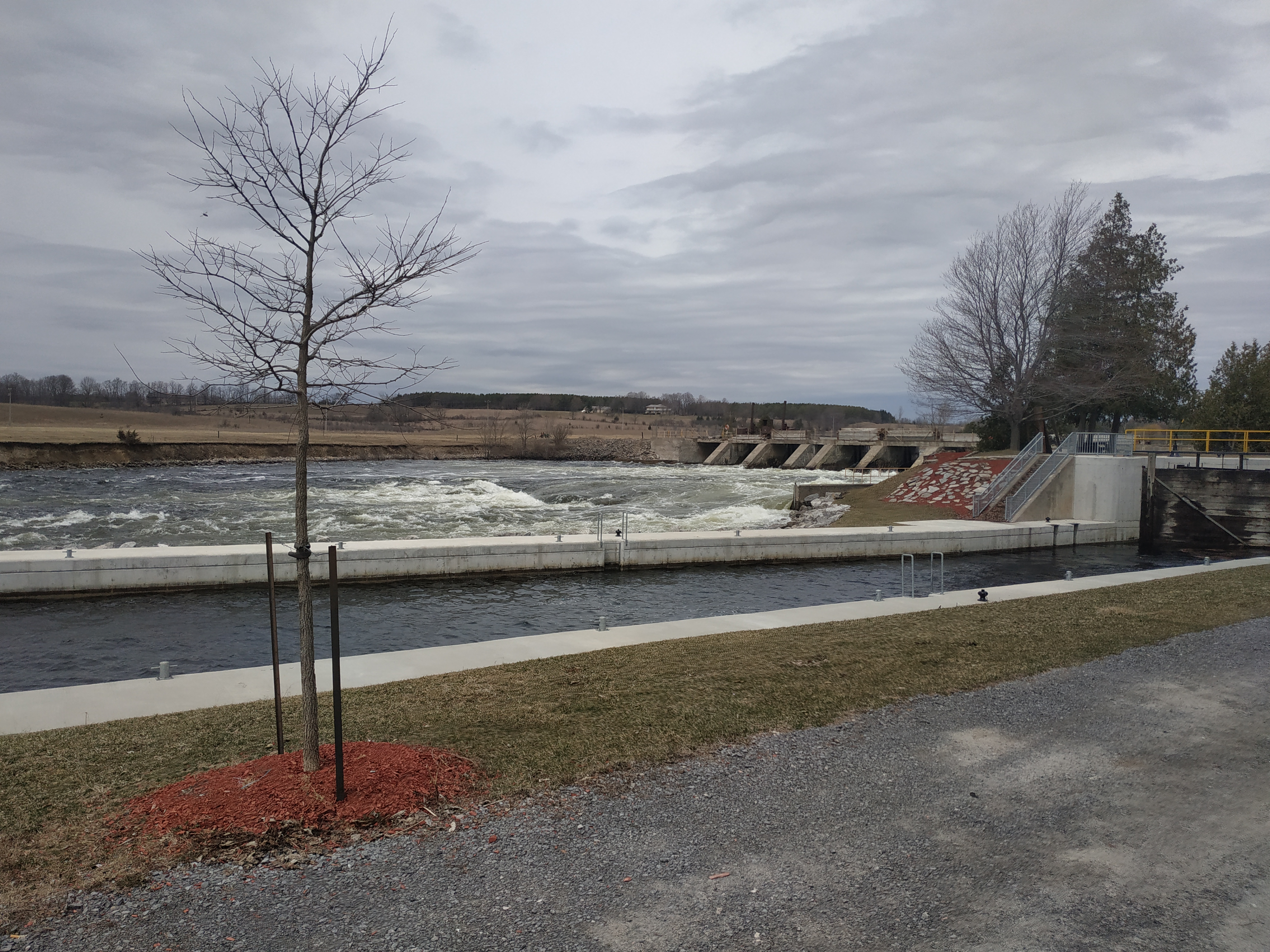
Шлюз 25 - Sawer Creek